# Miss Universo 1991

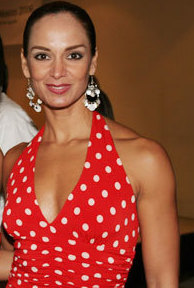
Lupita Jones, Miss Universo em 1991

Miss Universo 1991 foi a 40.ª edição do concurso, realizada no Alladin Theatre for the Performing Arts, em Las Vegas, EUA, em 17 de maio daquele ano. Setenta e três candidatas disputaram o título vencido pela mexicana Lupita Jones,sendo a primeira de seu país a ser coroada.

## Evento
Esta edição foi marcada por algo que faltou nas 2 edições anteriores; o luxo e uma produção extremamente minuciosa,algo que havia desaparecido do concurso nos anos anteriores.Mas,mesmo assim o interesse do concurso permanecia apenas nos países da América Latina e nos próprios Estados Unidos. As principais favoritas, pela visão da revista brasileira Manchete, um dos veículos que mais davam cobertura ao concurso em todo mundo, eram a Miss Finlândia Tanja Vienonen, considerada uma boneca barbie de carne e osso, Miss Irlanda Siobhan McLafferty, segunda colocada no Miss Mundo do ano anterior e que ganhou o prêmio de 'Miss Fotogenia' em Las Vegas, Miss URSS, Miss Romênia e a Miss Brasil Patrícia Godói. De todas, apenas a soviética alcançaria as semifinais. 
Após a anúncio do Top 10, com várias surpresas e a ausência de qualquer candidata da Ásia ou da África, Jones começou a se destacar mostrando confiança, elegância e inteligência. A competição parecia ser uma disputa entre ela, a espetacular Miss URSS Yulia Lemigova e a Miss Jamaica, com a Miss Holanda, Paulien Huizinga crescendo após uma entrevista individual muito divertida e espontânea. O Top 6 trouxe mais surpresas. Ao lado das favoritas, apareceram a Miss Venezuela e a Miss EUA Kelli McCarty, que posteriormente seguiria carreira como atriz e eventualmente faria filmes pornográficos.Segundo os especialistas Mc Carty,na condição de dona da casa,havia ido mais longe do que o previsto .
Após mais uma etapa de desfile e entrevista, o Top 3 foi formado por México, URSS e Holanda, uma final sem surpresas, pois apesar da soviética ser considerada mulher mais bonita do concurso, Lupita mostrava grande segurança e confiança em todas as etapas, com um grande desfile de trajes de banho e a holandesa Paulien era a melhor nas entrevistas.
Ao final, Lemigova, segunda e última candidata da URSS no concurso e que quase vinte anos depois seria notícia em todo mundo como a parceira da tenista tcheca naturalizada norte-americana Martina Navratilova, acabou em terceiro, a holandesa em segundo e Lupita Jones sagrou-se a primeira Miss Universo do México. Entre os jurados que a elegeram, estavam a atriz norte-americana Janet Hubert-Whitten e a ginasta romena Nadia Comăneci.
Lupita Jones teve um mandato de grande sucesso e tornou-se muito popular nos países latino-americanos, o melhor mercado do Miss Universo. Ela trabalhou duramente para levar o concurso para o México em 1993 e pouco depois tornou-se a diretora nacional do Nuestra Belleza Mexico, o concurso nacional de beleza que indica a mexicana para o Miss Universo, Miss Mundo e Miss Internacional. Sob sua direção, o México passou a ter um sucesso nos mais importantes concursos internacionais de beleza que nunca tivera antes, culminando com a conquista, dezenove anos depois de Lupita, de uma segunda coroa do Miss Universo com Jimena Navarrete, em 2010, exatamente na mesma cidade aonde dezenove anos antes Lupita fora coroada Miss Universo.

## Resultados
| Colocação                | Candidata                                                         | País                                     |
| ------------------------ | ----------------------------------------------------------------- | ---------------------------------------- |
| Miss Universo 1991       | Lupita Jones                                                      | México                                   |
| 2º lugar                 | Paulien Huizinga                                                  | Países Baixos                            |
| 3º lugar                 | Yulia Lemigova                                                    | União Soviética                          |
| Semifinalistas (Top 6):  | Kelli McCarty Kimberley Mais Jackeline Rodríguez                  | Estados Unidos · Jamaica · Venezuela     |
| Semifinalistas (Top 10): | Jacqueline Nelleke Maréva Georges Natasha Pavlovic Vivian Benítez | Curaçau · França · Iugoslávia · Paraguai |
| Premiações especiais     |                                                                   |                                          |
| Miss Simpatia            | Monique Lindsay                                                   | Ilhas Virgens Americanas                 |
| Miss Fotogenia           | Siobhan McClafferty                                               | Irlanda                                  |
| Melhor Traje Típico      | Maribel Gutierrez                                                 | Colômbia                                 |

## Candidatas
Em negrito, a candidata eleita Miss Universo 1991. Em itálico, as semifinalistas.
| - Alemanha - Katrin Richter - Argentina - Verónica Claudia Honnorat - Bahamas - Farrah Fiona Saunders - Bélgica - Katia Alens - Belize - Josephine Gault - Bermudas - Andrea Sullivan - Bolívia - María Selva Landívar - Brasil - Patrícia Godói - Bulgária - Christy Drumeva - Canadá - Leslie Mclaren - Chile - Cecilia del Rosario Alfaro Navarrete - Cingapura - Elaine Yeow Yin Yin - Colômbia - Maribel Gutierrez (TT) - Coreia do Sul - Jung-Min Seo - Costa Rica - Vivianna Muñoz Fernandez - Curaçao - Jacqueline Nelleke Josien Krijger (SF) - El Salvador - Rebecca Davila Dada - Equador - Dian Neira - Espanha - Esther Arroyo Bermudez - Estados Unidos - Kelli McCarty (F) - Filipinas - Lourdes Gonzales - Finlândia - Tanja Vienonen - França - Maréva Georges (SF) - Gana - Dela Tamakole - Grécia - Marina Popou - Guam - Jevon Pellacani - Guatemala - Lorena Palacios - Hong Kong - Anita Yuen - Ilhas Caimã - Bethea Michelle Christian - Ilhas Cook - Raema Chitty - Ilhas Virgens Americanas - Monique Lindsay (MS) - Ilhas Virgens Britânicas - Anne Lennard - Índia - Christobel Howie - Irlanda - Siobhan McClafferty (MF) - Islândia - Dis Sigurgeirsdóttir - Israel - Miri Goldfarb - Itália - Maria Pia Biscotti | - Iugoslávia - Natasha Pavlovic (SF) - Jamaica - Kimberley Mais (F) - Japão - Atsuko Yamamoto - Líbano - Fidaa Chehayeb - Luxemburgo - Annette Feydt - Malásia - Elaine Chew - Malta - Michelle Zarb - Marianas Setentrionais - Sharon Rosario - Ilhas Maurícias - Dhandevy Jeetun - México - Lupita Jones (1°) - Namíbia - Ronel Liebenburg - Nicarágua - Ana Sofia Pereira Villalta - Nigéria - Tonia Okogbenin - Noruega - Lene Maria Pedersen - Países Baixos - Paulien Huizinga (2°) - Panamá - Liz Michelle de Leon - Paraguai - Vivian Rosanna Benítez Brizuela (SF, 2° TT) - Peru - Eliana Martinez - Polónia - Joanna Michalska - Porto Rico - Lissette Bouret - Reino Unido - Helen Upton - República da China - Lin Shu-Chuan - República Dominicana - Melissa Vargas (3° TT) - Roménia - Daniella Nane - São Vicente - Samantha Robertson - Sri Lanka - Diloka Seneviratne - Suécia - Susanna Gustafsson - Suriname - Simone Vos - Tailândia - Jiraprapa Sawettanan - Tchecoslováquia - Renata Gorecka - Trinidad e Tobago - Josie Anne Richards - Turcas e Caicos - Kathy Hawkins - Turquia - Pinar Ozdemir - União Soviética - Yulia Lemigova (3°) - Uruguai - Adriana Comas - Venezuela - Jackeline Rodríguez Strefezza (F) |